# Villa Soutine
Villa Soutine är en återvändsgata i Quartier du Parc-de-Montsouris i Paris fjortonde arrondissement. Gatan är uppkallad efter den litauisk-franske målaren Chaim Soutine (1893–1943). Villa Soutine börjar vid Avenue René-Coty 47.

## Omgivningar
- Saint-Pierre de Montrouge
- Square du Chanoine-Viollet
- Cité Annibal
- Jardin Henri-et-Achille-Duchêne
- Rue Maurice-Loewy
- Villa Méridienne
- Rue Marie-Rose
- Rue de la Tombe-Issoire
- Square Gaston-Baty

## Bilder
| - Gatuskylt. - Saint-Pierre de Montrouge. - Square du Chanoine-Viollet. - Jardin Henri-et-Achille-Duchêne. |

## Kommunikationer
- Tunnelbana – linje  – Alésia
- Busshållplats Alésia – René Coty – Paris bussnät

### Webbkällor
- ”Villa Soutine”. Mairie de Paris. https://web.archive.org/web/20160303211303/http://www.v2asp.paris.fr/commun/v2asp/v2/nomenclature_voies/Voieactu/8665.nom.htm. Läst 26 december 2023.
- ”Villa Soutine (14ème arrondissement)”. Les rues de Paris. https://web.archive.org/web/20160409063609/http://www.parisrues.com/rues14/paris-14-villa-soutine.html. Läst 26 december 2023.